# Robert Will
Robert Will   (Seattle, 20 d'abril de 1925 - Seattle, 14 d'octubre de 2019) fou un remer estatunidenc que va competir durant la dècada de 1940.
El 1948 va prendre part en els Jocs Olímpics de Londres, on guanyà la medalla d'or en la prova del quatre amb timoner del programa de rem. Formà equip amb Warren Westlund, Robert Martin, Gordon Giovanelli i Allan Morgan.